# Pepetela
Arthur Pestana dit « Pepetela », est un écrivain angolais né à Benguela le 19 octobre 1941. 

## Biographie
Il fait des études au Portugal, puis s'exile à Paris et à Alger. À partir de 1960, il s'engage dans la guerre d'indépendance avec le Mouvement populaire de libération de l'Angola. En 1975, il est nommé vice-ministre de l'Éducation. 
Professeur de sociologie, Pepetela est aussi un écrivain majeur[réf. nécessaire] : il a écrit une dizaine de livres publiés dans plusieurs pays d'Europe. Le pouvoir et la littérature sont très liés en Angola.
Pepetela, à travers sa littérature, cherche à fédérer les peuples d'Angola avec la notion de peuple angolais, puisque ce dernier est constitué de différentes ethnies. Il décortique la société angolaise avec humour et truculence.[réf. nécessaire]

## Distinctions
Il a obtenu le prix Camões en 1997 et le prix du Prince Claus en 1999.
Il est membre du comité de parrainage du Tribunal Russell sur la Palestine dont le début des travaux a été présenté le 4 mars 2009.

## Œuvres

### En français
- Jaime Bunda, agent secret (Buchet Chastel – 2005) depuis Jaime Bunda, agente secreto, 2001
- La génération de l'Utopie (Présence Africaine – 2011) depuis A Geração da Utopia, 1992
- L'Esprit des Eaux (Actes Sud – 2002) depuis O Desejo de Kianda, 1995
- Yaka (Les Éperonniers – 1992) depuis Yaka, 1984

### En portugais
- Parábola do Cágado Velho
- As Aventuras de Ngunga, 1972
- Muana Puó, 1978
- Mayombe, 1980
- O Cão e os Caluandas, 1985
- Luandando, 1990
- Lueji, o Nascimento de um Império, 1990
- A Geração da Utopia, 1992
- A Glorioso Família, 1996
- A Montanha da Água Lilás, 2000
- Jaime Bunda e a morte do americano, 2003
- Predadores, 2005
- O Terrorista de Berkeley, Califórnia, 2007
- O Quase Fim do Mundo, 2008
- O Planalto e a Estepe, 2009